# Силикатные бактерии
Силика́тные бакте́рии — общее название бактерий, способных растворять силикатные минералы и высвобождать из них соединения калия. К этому способны, например, Bacillus mucilaginosus, называемые sp. siliceus. Эта группа бактерий была открыта в 1939 году профессором Василием Герасимовичем Александровым.
Силикатные бактерии интенсивно изучались в СССР. Предполагалось, что такие бактерии могут стать важным компонентом для обработки и улучшения почвы и других биотехнологических процессов. Однако, несмотря на то, что некоторые бактерии действительно способны растворять силикаты за счёт сильного закисления микроокружения, существование Bacillus siliceus как отдельного вида не подтвердилось.
Наиболее подходящими для роста бактерий являются температура около 35−40 °С и кислотность среды 7,2−7,8. Они способны оставаться живыми при длительном нахождении в жидком азоте (−196 °С) и при нагревании до 160 °С.